# لوس فرسنوس، شهرستان وب، تگزاس
لوس فرسنوس (به انگلیسی: Los Fresnos) یک منطقهٔ مسکونی در ایالات متحده آمریکا است که در تگزاس واقع شده‌است. لوس فرسنوس ۶۷ نفر جمعیت دارد.